# Mirko Kovač
Mirko Kovač (né à Petrovići près de Nikšić, (Monténégro), le 26 décembre 1938, et mort le 19 août 2013 à Rovinj en Croatie) est un écrivain croate, serbe, monténégrin et bosno-herzégovinien, auteur de romans, nouvelles récits, essais, ainsi que de scénarios pour le cinéma et la télévision.

## Biographie
Son premier roman, Gubilište, paru en 1962, a été condamné par la censure yougoslave pour « image noire du monde », incompatible avec l'idéologie communiste. Le harcèlement de l'écrivain durera deux années.
En 1971, son recueil de nouvelles Rane Luke Meštrevića a reçu le prix Milovan Glišić, qui lui a été repris en 1973, l'ouvrage étant retiré des librairies et des bibliothèques. Après l'éclatement de la Yougoslavie, Mirko Kovač, qui vivait alors à Belgrade, s'est opposé au nationalisme de Slobodan Milošević. Menacé, harcelé, de même que son épouse, peintre d'origine croate, il a dû s'expatrier en Croatie, où il s'est établi à Rovinj, sur l'Adriatique.
Outre de nombreux prix en Yougoslavie et dans les pays issus de son éclatement, Mirko Kovač a reçu en 1993 le prix Tucholsky du PEN-Club de Suède et, en 1995, le prix Herder. Il est également titulaire des prix Bosanski stećak et Vilenica (2003). Ses œuvres sont traduites en de nombreuses langues, dont le français, l'anglais, l'allemand, l'italien, le néerlandais, le hongrois, le suédois, etc.

## Œuvres

### Romans
- Gubilište, 1962.
- Moja sestra Elida, 1965.
- Životopis Malvine Trifković, 1971. ("La vie de Malvina Trifkovic", Rivages, 1992).
- Ruganje s dušom, 1976.
- Vrata od utrobe, 1978 (Prix de la Critique NIN, prix de l'Aciérie de Sisak, prix de la Bibliothèque de Serbie).
- Uvod u drugi život, 1983.
- Kristalne rešetke, 1995.
- Grad u zrcalu, Fraktura 2007. ("La ville dans le miroir", M.E.O. 2010) (Prix Vladimir Nazor du meilleur roman croate de l’année, prix August Šenoa de la Matica hrvatska, prix Meša Selimović de la Ville de Tuzla, prix « 13 juillet » monténégrin du roman).

### Nouvelles
- Rane Luke Meštrevića, 1971 (Prix Milovan Glišić, retiré à l’auteur en 1973 ; nouvelle édition augmentée en 1980: Prix Ivo Andrić).
- Nebeski zaručnici, 1987 (Prix de l’édition BIGZ). ("Le corps transparent", Payot et Rivages, 1995).
- Ruže za Nives Koen, 2005 (Prix Njegoš).

### Essais
- Evropska trulež, 1986 (Prix Dimitrije Tucović).
- Evropska trulež i drugi eseji, 1994.
- Bodež u srcu, 1995.
- Cvjetanje mase, 1997.
- Elita gora od rulje, 2009 (prix Jutarnji list).

### Théâtre
- Isus na koži (izabrane drame), 2003

### Audiovisuel
Nombreuses dramatiques radiophoniques et télévisuelles.
Nombreux scénarios de films (Mali Vojnici, Lisice, Okupacija u 26 slika, Dunavski znak/Usijanje, Pad Italije, Večernja zvona, Dan za tetoviranje…)

### Traduit en français
- La vie de Malvina Trifković, Rivages, Paris, 1992.
- Le corps transparent, Rivages, Paris, 1995.
- La ville dans le miroir, M.E.O., Bruxelles, 2010.
- Poèmes dans le recueil collectif : "Sublimisme balkanique tome 1 : poètes de Croatie", M.E.O., Bruxelles, 2013.